# Sabin Carr
Sabin William Carr (ur. 4 września 1904 w Dubuque, zm. 12 września 1983 w Santa Barbara) – amerykański skoczek o tyczce, mistrz olimpijski z Amsterdamu z 1928.
W 1927 Carr ustanowił rekordy świata w skoku o tyczce w hali – kolejno 4,14 m, 4,19 m i 4,29 m – oraz na otwartym stadionie 4,27 m. W 1928 utracił rekord świata na otwartym stadionie na rzecz mistrza olimpijskiego z igrzysk w 1924 w Paryżu, Lee Barnesa, jednak podczas igrzysk olimpijskich w 1928 w Amsterdamie Carr zwyciężył z rekordem olimpijskim 4,20 m, zaś Barnes po dogrywce zajął 5. miejsce.
Carr był akademickim mistrzem Stanów Zjednoczonych (IC4A) w skoku o tyczce w latach 1926-1928, a także mistrzem Stanów Zjednoczonych (AAU) w hali w 1927 i 1928 oraz dwukrotnie mistrzem IC4A w hali.
Ukończył studia na Uniwersytecie Yale. Pracował w przemyśle drzewnym. Był prezesem spółki Sterling Lumber Company.